# Bola de derribo

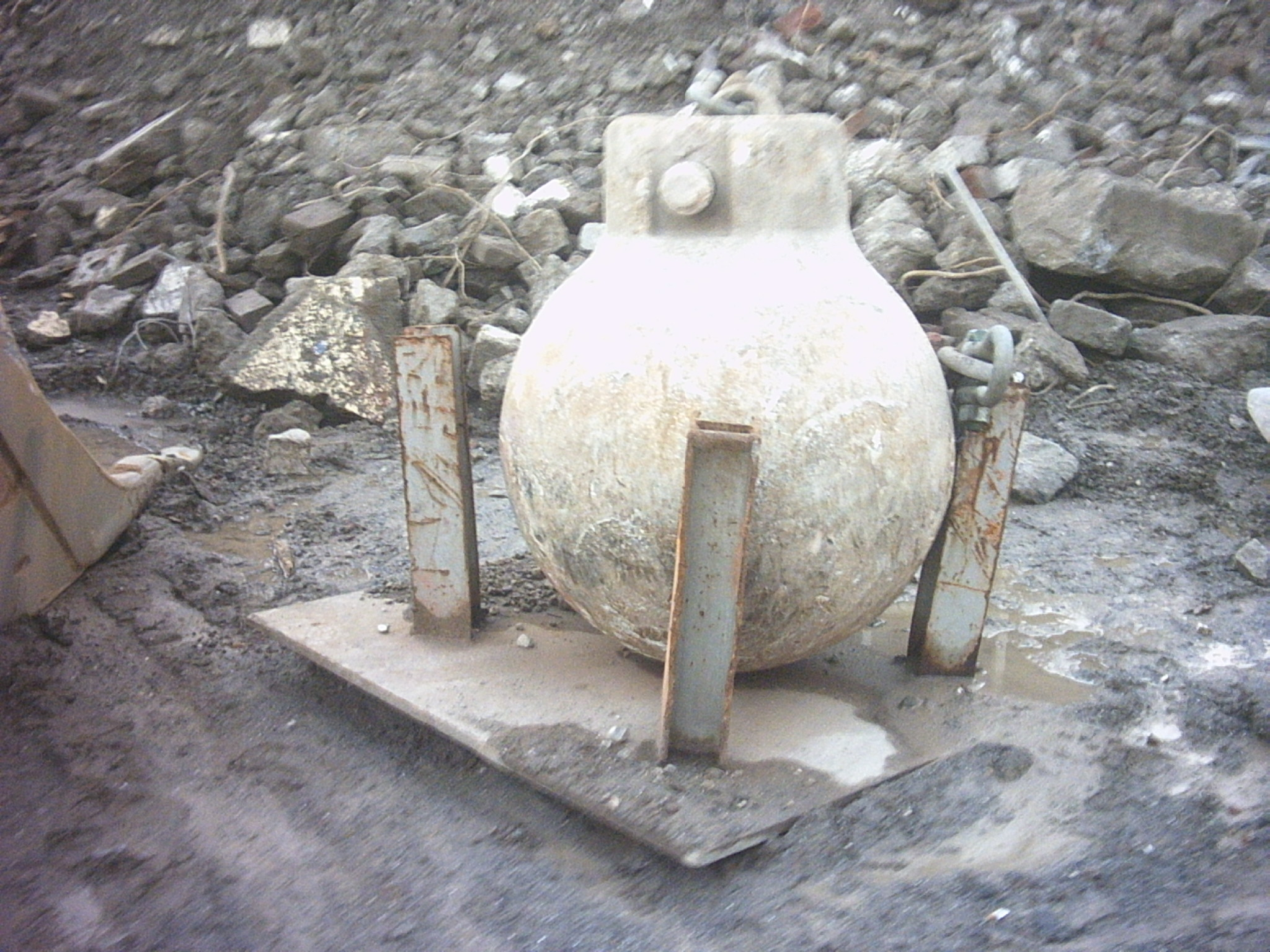
Bola de demolición (forma de pera) en reposo

Una bola de demolición, o bola de derribo es una bola de acero pesada, normalmente colgada de una grúa, que es utilizada para demoler edificios grandes. Fue de uso muy común durante las décadas de 1950 y 1960. Varias empresas de derribos reclaman haber inventado la bola de demolición. Un uso temprano documentado fue el desguace del SS Great Eastern el 1888-1889, llevado a cabo por la empresa Henry Bath & Co, en Rock Ferry en el Río Mersey.
El 1999, la bola de demolición fue descrita como "una de las formas más comunes de demolición tosca a gran escala".  A pesar de que la bola de demolición sigue siendo la forma más eficiente para arrasar una estructura de estructura de hormigón, su uso está disminuyendo. Con la invención del excavadoras hidráulicas y otras máquinas, el uso de la bola de demolición se ha vuelto menos común a los derribos, dado que su eficiencia de trabajo es inferior a la de las excavadoras de alto alcance.

## Construcción y diseño

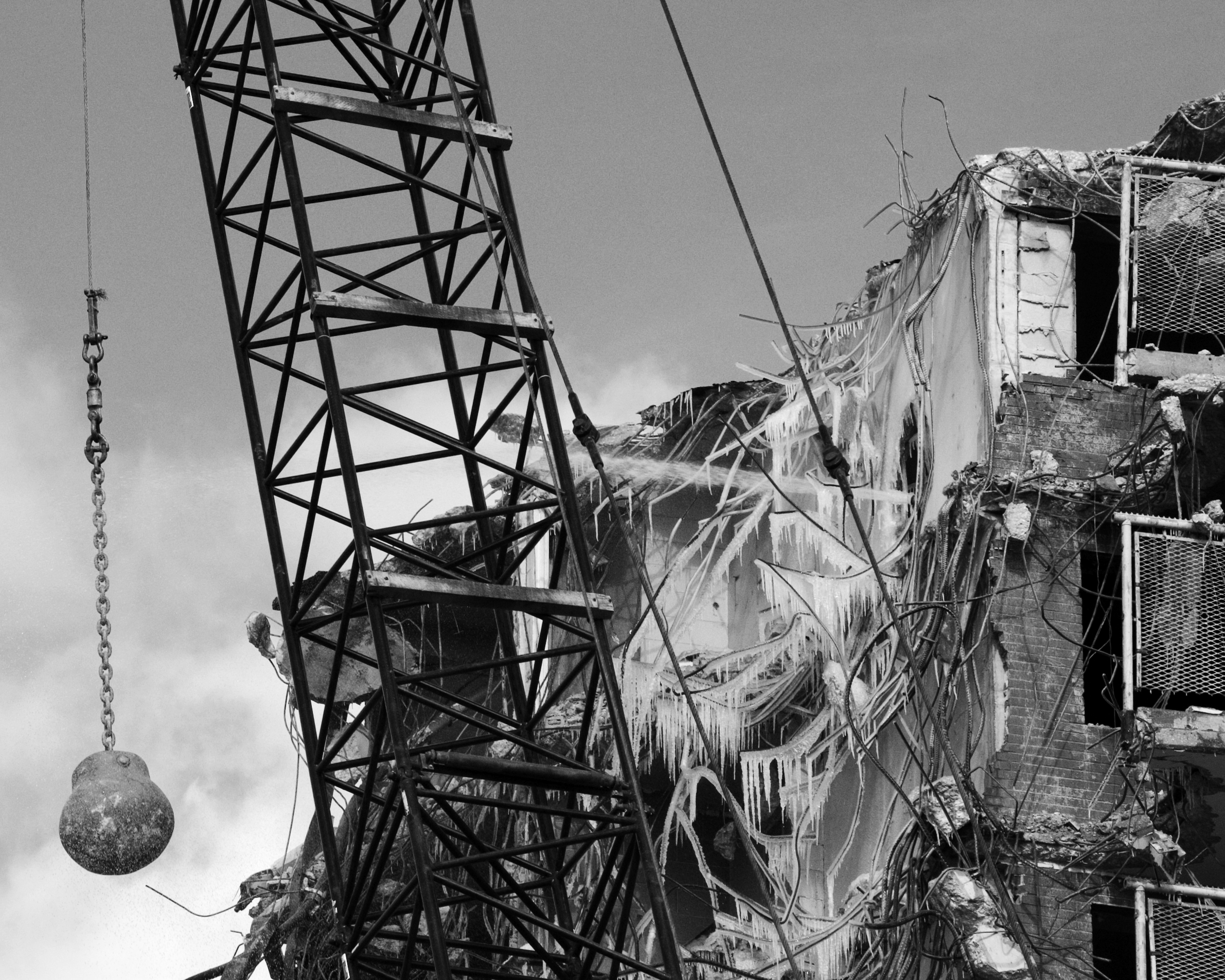
Bola de demolición durante el derribo de Rockwell Gardens de Chicago, a finales de 1980

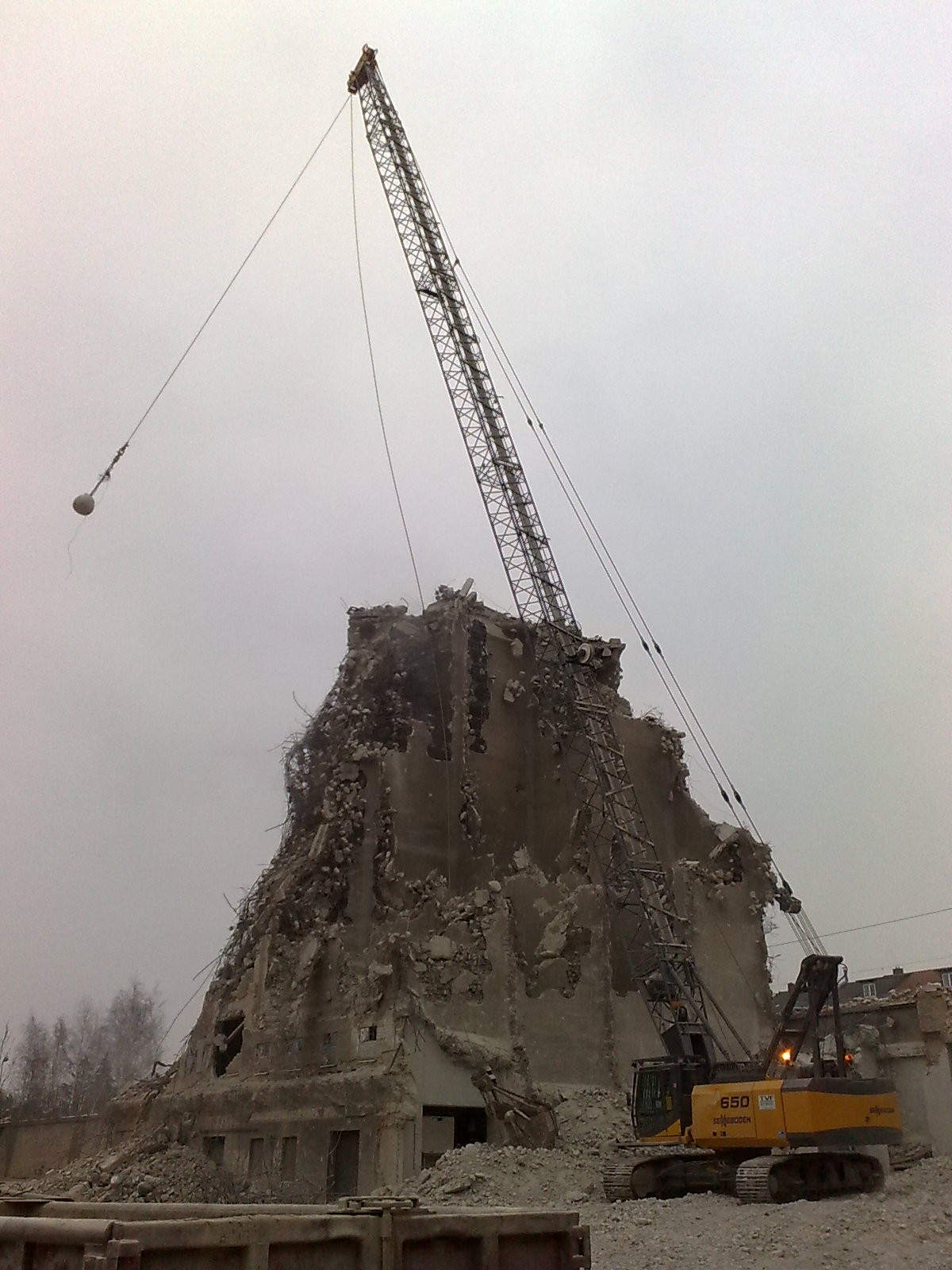
Bola de demolición en acción

Las bolas de demolición modernas han sufrido una ligera re-modelación, cambiando la esfera de metal hacia una forma de pera con la porción superior recortada. Esta forma permite tirar de la bola más fácilmente hacia atrás a través de un forjado o una losa de hormigón después de que se ha roto haciendo un agujero. 
Hay un rango de bolas de demolición de aproximadamente 450 kg hasta el cerca de 5,400 kg. La bola está hecha de acero forjado, lo que le aporta una resistencia mayor que el moldeado.

## Método de uso
En el proceso de demoler paredes, la bola se suspende por un cable de acero a la altura deseada del brazo de una grúa, mientras un cable secundario tira de la bola hacia la cabina de la grúa. Cuando se libera el freno del tambor del cable tractor la bola se balancea como un péndulo golpeando la estructura. Otro método de demolición es el lateral, haciendo pivotar el brazo de la grúa para acelerar la bola hacia el objetivo. En el proceso de demoler techos y otros tramos horizontales, habitualmente se cuelga la bola de un tramo de cadena de acero sujetada al gancho de elevación del brazo de la grúa, por encima de la estructura, liberando el freno del tambor del cable elevador permitiendo a la bola una caída libre sobre la estructura .
Los dos procesos antes descritos se repiten tantos golpes como sea necesario hasta que la estructura se divide en trozos que pueden ser fácilmente arrastrados y cargados hacia fuera de los restos del edificio. La acción de demolición es llevada a cabo íntegramente mediante la energía cinética de la bola. Hay trabajos de derribo para las cuales se ha utilizado una bola de demolición de 2,500 kg suspendida de un helicóptero Kaman K-MAX.

## Métodos modernos
El adelanto de la tecnología ha conducido al desarrollo y uso de cargas de voladura, más seguras que la dinamita y más eficientes o prácticas que las bolas de demolición. El uso más común de las cargas de voladura es haciendo implosionar un edificio, que limita los daños colaterales de la demolición. Las bolas de demolición son más propensas a causar daños colaterales, puesto que es difícil de controlar por completo el balanceo de la bola. 
Aun así, las bolas de demolición son todavía utilizadas cuando otros métodos de derribo no se pueden utilizar por razón de asuntos medioambientales locales o por un contenido elevado de asbesto en el edificio.